# عدلي يكن
عدلي يكن باشا (24 يناير 1864 - 22 أكتوبر 1933)، سياسي مصري من أصول تركية ـ ألبانية، تولى رئاسة وزراء مصر ثلاث مرات بين أعوام 1921 و1930 وكان وزير المعارف قبلها كما أسّس حزب الأحرار الدستوريين في أكتوبر 1922. ولد بالقاهرة سنة 1864 لأسرة عريقة لها امتداد في كل من تركيا وسوريا ولبنان.

## النشأة
هو نجل خليل بن إبراهيم باشا بن أخت محمد علي باشا رأس العائلة المالكة بمصر، ولذلك أطلق عليه لقب يكن، وهي تركية معناها ابن الأخت، من مواليد 24 يناير عام 1864 بمصر، ولما بلغ الثامنة من عمره سافر مع والده إلى الآستانة، ومكث فيها ثلاث سنوات، وتلقى خلالها مبادئ العلوم، ودرس في فرنسا خلال هذه الفترة أيضا. عقب عودته إلى مصر، تعلم في المدرسة الألمانية والفرير والجزويت ومدرسة مارسيل، فأتقن اللغة الفرنسية.

## حياته السياسية
عُيِّن مترجماً في قلم الترجمة بنظارة الداخلية (1880-1883)، ثم كاتباً إفرنجيا بالخارجية (1883-1885)، وانتقل للعمل سكرتيراً لناظر الخارجية (1885-1886)، وتولى منصب سكرتارية مجلس النظار (الوزراء) (1887-1891) في عهد نوبار.
اختير وكيلاً لمديرية المنوفية عام 1891، فالمنيا (1891-1892)، ثم القناة (1892-1894)، وأصبح مديراً للفيوم (1894-1895)، فالمنيا (1895-1897)، والشرقية (1897-1901)، والدقهلية (1901-1902)، والغربية 1902، ثم محافظاً لمصر عام 1903، فمديراً للأوقاف (1906-1909). انتخب عضواً في الجمعية التشريعية عام 1913، ثم أصبح وكيلاً لها.
تقلد منصب وزير الخارجية في وزارة حسين رشدي الأولى (5 إبريل 1914-19 ديسمبر 1914) وهي آخر عهد مصر بالنظارات، إذ نشبت الحرب العالمية الأولى في أغسطس 1914.
تبوأ منصب وزير المعارف العمومية في وزارة حسين رشدي الثانية (19 ديسمبر 1919 - أكتوبر 1917)، والثالثة (10 أكتوبر 1017-9 إبريل 1919)، ووزير للداخلية في وزارة حسين رشدي الرابعة (9-22 إبريل 1919)، وفي عهده اجتمع مجلس مديرية الجيزة، واحتج على الفظائع التي ارتكبها الإنجليز ضد الأهالي.

### من أهم أعماله أثناء توليه منصب وزير المعارف
- جعل اللغة العربية هي اللغة الأساسية في التعليم الابتدائي والثانوي.
- أقدم على اتخاذ الخطوات الأولى لإنشاء جامعة حكومية.
- أقام أول مدارس لرياض الأطفال عام 1918، والمدارس الابتدائية الحكومية.
- أنشأ في عام 1918 مدرسة لتخريج مدرسين للغة الفرنسية والعلوم عرفت باسم «المعلمين التوفيقية».

شكَّل عدلي يكن وزارته الأولى في (16 مارس 1921 - 24 ديسمبر 1921)، وأثناء عمله رئيساً للوزراء عام 1921 شارك في المفاوضات مع اللورد كورزون وزير الخارجية البريطاني لحصول مصر على استقلالها، وفشلت المفاوضات، فقدَّم استقالته من الوزارة.
كان من مؤسسي حزب الأحرار الدستوريين، وتولى رئاسته، فهو أول رئيس له من (29 أكتوبر 1922-17 يناير 1924).
شكل وزارته الثانية في (7 يونيو 1926 - 21 أبريل 1927)، واحتفظ فيها بمنصب وزير الداخلية، وهي الوزارة الائتلافية الأولى التي تكونت من الوفد والأحرار الدستوريين، ولكنه استقال منها لرفض مجلس النواب اقتراحاً بشكر الوزارة على سياستها في تعضيد بنك مصر، واختلافهما في بعض بنود الميزانية.
ترأَّس وزارته الثالثة في (3 أكتوبر 1929 - 1 يناير 1930)، واحتفظ فيها بمنصب وزير الداخلية أيضا.
رئيس مجلس الشيوخ من (3 يناير 1930 - 15 أكتوبر 1930).

## رئاسته الوزارة الأولى

### حكومته
| الوزير               | الوزارة                                        |
| -------------------- | ---------------------------------------------- |
| إبراهيم فتحي باشا    | وزارة الحربية والبحرية                         |
| أحمد زيور باشا       | وزارة المواصلات                                |
| أحمد مدحت يكن باشا   | وزارة الأوقاف                                  |
| إسماعيل صدقي باشا    | وزارة المالية                                  |
| جعفر والي باشا       | وزارة المعارف العمومية                         |
| حسين رشدي باشا       | نائب رئيس مجلس الوزراء                         |
| عبد الخالق ثروت باشا | وزارة الداخلية                                 |
| عبد الفتاح يحيى باشا | وزارة الحقانية                                 |
| محمد شفيق باشا       | وزارة الأشغال العمومية، وزارة الحربية والبحرية |
| نجيب بطرس غالي       | وزارة الزراعة                                  |
| محمد حسين هيكل       | وزارة الثقافة                                  |

## رئاسته الوزارة الثانية

### حكومته
| الوزير                   | الوزارة                |
| ------------------------ | ---------------------- |
| أحمد زكي أبو السعود باشا | وزارة الحقانية         |
| أحمد محمد خشبة بك        | وزارة الحربية والبحرية |
| عبد الخالق ثروت باشا     | وزارة الخارجية         |
| عثمان محرم بك            | وزارة الأشغال العمومية |
| عدلي يكن باشا            | وزارة الداخلية         |
| وزارة المعارف العمومية   |                        |
| محمد فتح الله بركات باشا | وزارة الزراعة          |
| محمد نجيب الغرابلي باشا  | وزارة الأوقاف          |
| محمد محمود باشا          | وزارة المواصلات        |
| مرقص حنا باشا            | وزارة المالية          |
| محمد حسين هيكل           | وزارة الثقافة          |

## رئاسته الوزارة الثالثة

### حكومته
| الوزير               | الوزارة                |
| -------------------- | ---------------------- |
| أحمد علي باشا        | وزارة الأوقاف          |
| أحمد مدحت يكن باشا   | وزارة الخارجية         |
| حافظ حسن باشا        | وزارة المعارف العمومية |
| حسين درويش باشا      | وزارة الحقانية         |
| حسين واصف باشا       | وزارة الأشغال العمومية |
| عبد الرحيم صبري باشا | وزارة المواصلات        |
| عدلي يكن باشا        | وزارة الداخلية         |
| محمد أفلاطون باشا    | وزارة الحربية والبحرية |
| مصطفى ماهر باشا      | وزارة المالية          |
| واصف سميكة باشا      | وزارة الزراعة          |
| محمد حسين هيكل       | وزارة الثقافة          |

## وفاته
توفي عدلي يكن في باريس في 22 أكتوبر 1933.